# BSC Young Boys
BSC Young Boys (zkratkou YB, celým názvem Berner Sport Club Young Boys, v zahraničí známý jako Young Boys Bern) je švýcarský fotbalový klub hrající své domácí zápasy v hlavním městě Švýcarska Bernu. Byl založen 14. března 1898.
Klubové barvy jsou žlutá a černá.

## Úspěchy
- 17× vítěz 1. švýcarské fotbalové ligy (1903, 1909, 1910, 1911, 1920, 1929, 1957, 1958, 1959, 1960, 1986, 2018, 2019, 2020, 2021, 2023, 2024)[2]
- 8× vítěz švýcarského poháru (1930, 1945, 1953, 1958, 1977, 1987, 2020, 2023)[3]
- 1× vítěz švýcarského ligového poháru (1976)[4]
- 1× vítěz Coppa delle Alpi (1974)[5]

## Čeští hráči v klubu
Zde je seznam českých hráčů, kteří působili v klubu:
- Jan Lecjaks [6]